# Carolines on Broadway
Carolines on Broadway is een comedyclub op Broadway in New York. De club is in 1982 opgericht door onder andere Caroline Hirsch. Het eerste optreden in het theater werd gegeven door Jay Leno. De populariteit van de club groeide in hoog tempo en Carolines haalde grote namen binnen. Er werd enkele malen verhuisd, totdat de club in 1992 op TImes Square terechtkwam.
Bekende komieken als Jerry Seinfeld, Jay Leno, Sarah Silverman, Ricky Gervais en Conan O'Brien traden er regelmatig op. De club staat ook bekend om het bieden van kansen aan nieuw talent.